# Freilla
Freilla là một chi bướm đêm thuộc họ Erebidae.